# 枯れた道
枯れた道（Old Dirt Road）は1974年に発表されたジョン・レノンの個人名義第4弾アルバム『心の壁、愛の橋』に収録された曲。
通称「失われた週末」でのジョンの生活ぶりは悲惨そのもので毎晩悪友と飲んだくれて挙句の果てにはロサンゼルスで狼藉事件（トルバトゥール・クラブ事件）を起こすなど荒んでいた。この曲は、そんな生活を綴った曲である。
曲の題名の原題は「古く荒んだ道」で、古く荒んだ道を歩いていた（発表当時の）ジョンの心境を表している。
歌詞の最後は「このまま道を…」と繰り返し締めている。これはオノ・ヨーコとの再開による「失われた週末」の終結を示唆している。